# Leonor Sofia de Saxe-Weimar
Leonor Sofia de Saxe-Weimar (22 de Março de 1660 – 4 de Fevereiro de 1687), foi uma nobre alemã, membro da Casa de Wettin e duquesa de Saxe-Merseburgo-Lauchstädt por casamento.
Nascida em Weimar, foi a terceira filha nascida do casamento de João Ernesto II, Duque de Saxe-Weimar com a princesa Cristina Isabel de Schleswig-Holstein-Sonderburg.

## Vida
Em Weimar, a 9 de Julho de 1684, Leonor Sofia casou-se com o príncipe Filipe de Saxe-Merseburgo, terceiro filho de Cristiano I, Duque de Saxe-Merseburgo. Pouco depois do casamento, Filipe recebeu a cidade de Lauchstädt como apanágio, e o casal passou a residir lá.
Nasceram dois filhos do casamento, nenhum dos quais chegou à idade adulta:
1. Cristiana Ernestina de Saxe-Merseburgo-Lauchstädt (16 de Setembro de 1685 - 20 de Junho de 1689), morreu com quase quatro anos de idade.
2. João Guilherme, Príncipe-Herdeiro de Saxe-Merseburgo-Lauchstädt (27 de Janeiro de 1687 - 21 de Junho de 1687).

Leonor Sofia morreu em Lauchstädt aos vinte-e-seis anos de idade, apenas oito dias depois de dar à luz o seu filho, provavelmente de complicações do parto. Foi sepultada na Catedral de Merseburgo.

## Genealogia
| Leonor Sofia de Saxe-Weimar | Pai: João Ernesto II, Duque de Saxe-Weimar            | Avô paterno: Guilherme, Duque de Saxe-Weimar                        | Bisavô paterno: João II, Duque de Saxe-Weimar                     |
| Leonor Sofia de Saxe-Weimar | Pai: João Ernesto II, Duque de Saxe-Weimar            | Avô paterno: Guilherme, Duque de Saxe-Weimar                        | Bisavó paterna: Doroteia Maria de Anhalt                          |
| Leonor Sofia de Saxe-Weimar | Pai: João Ernesto II, Duque de Saxe-Weimar            | Avó paterna: Leonor Doroteia de Anhalt-Dessau                       | Bisavô paterno: João Jorge I, Príncipe de Anhalt-Dessau           |
| Leonor Sofia de Saxe-Weimar | Pai: João Ernesto II, Duque de Saxe-Weimar            | Avó paterna: Leonor Doroteia de Anhalt-Dessau                       | Bisavó paterna: Doroteia do Palatinado-Simmern                    |
| Leonor Sofia de Saxe-Weimar | Mãe: Cristina Isabel de Schleswig-Holstein-Sonderburg | Avô materno: João Cristiano, Duque de Schleswig-Holstein-Sonderburg | Bisavô materno: Alexandre, Duque de Schleswig-Holstein-Sonderburg |
| Leonor Sofia de Saxe-Weimar | Mãe: Cristina Isabel de Schleswig-Holstein-Sonderburg | Avô materno: João Cristiano, Duque de Schleswig-Holstein-Sonderburg | Bisavó materna: Doroteia de Schwarzburg-Sondershausen             |
| Leonor Sofia de Saxe-Weimar | Mãe: Cristina Isabel de Schleswig-Holstein-Sonderburg | Avó materna: Ana de Oldemburgo-Delmenhorst                          | Bisavô materno: António II, Conde de Oldemburgo-Delmenhorst       |
| Leonor Sofia de Saxe-Weimar | Mãe: Cristina Isabel de Schleswig-Holstein-Sonderburg | Avó materna: Ana de Oldemburgo-Delmenhorst                          | Bisavó materna: Sibila Isabel de Brunsvique-Dannenberg            |